# تانغ ديتشاو
تانغ ديتشاو (بالصينية: 唐德超) (9 فبراير 1984 بغوانزو في الصين - ) هو لاعب كرة قدم صيني في مركز الدفاع. لعب مع غوانغجو إفرغراند تاوباو ونادي هينان جيانيي وMeizhou Hakka F.C. ‏.

## وصلات خارجية
- تانغ ديتشاو على موقع Soccerway.com (الإنجليزية)
- تانغ ديتشاو على موقع عالم كرة القدم.نت (الإنجليزية)